# Mugolven

1 seconde aan alfagolven. Alfagolven hebben een gelijke frequentie als mugolven, maar worden in een ander hersengebied gemeten.

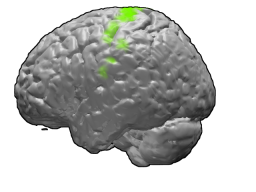
De linker motorische schors (BA4) is hier in het groen aangegeven. Dit is het gebied waar mugolven worden geregistreerd, in beide hersenhelften.

Mugolven zijn hersengolven met een frequentie van tussen de 7,5 en de 12,5 hertz, al komen frequenties van tussen de 9 en de 11 Hz het meest voor. Ze kunnen worden geregistreerd met een elektro-encefalogram en komen het vaakst voor wanneer het lichaam in een lichamelijke rusttoestand verkeert.
Mugolven hebben ongeveer dezelfde frequenties als alfagolven, maar mugolven komen het meest voor in de motorische schors, die ongeveer van oor tot oor loopt. Alfagolven komen voor in de visuele schors achter in het hoofd. Mugolven worden onderdrukt wanneer iemand lichamelijk actief wordt.
Mugolven kunnen worden geregistreerd met behulp van een elektro-encefalogram.